# Miltro
Miltro war ein Volumen- und Ölmaß auf den griechischen Inseln Korfu und Paxos.
- 1 Miltro = 1/6 Giarre = 4 Quartucci = 2,839 Liter
  - 1 Jar (Giarre) = 6 Miltri = 17,034 Liter